# Płaczliwe

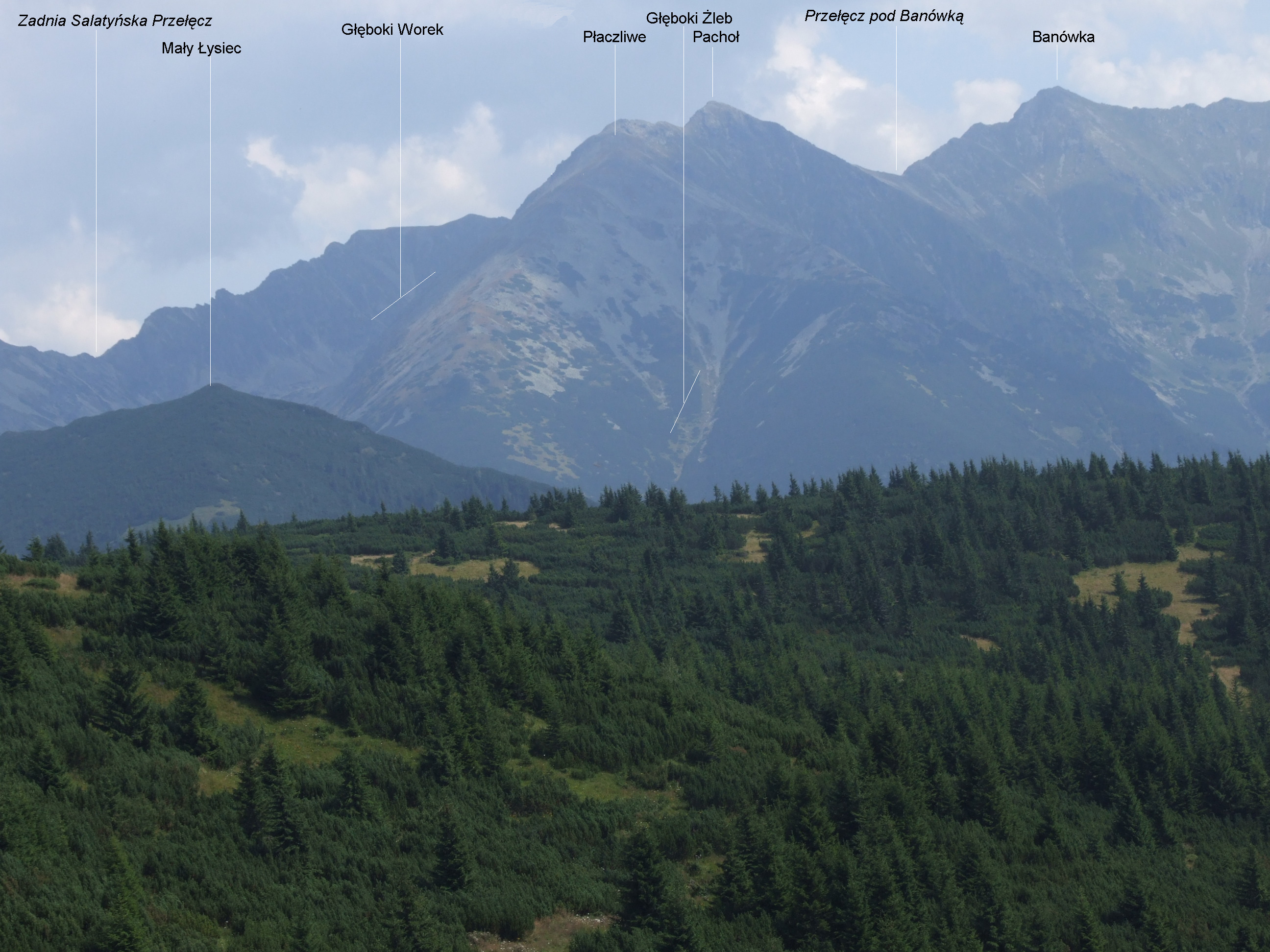
Widok z Babkowej Przehyby

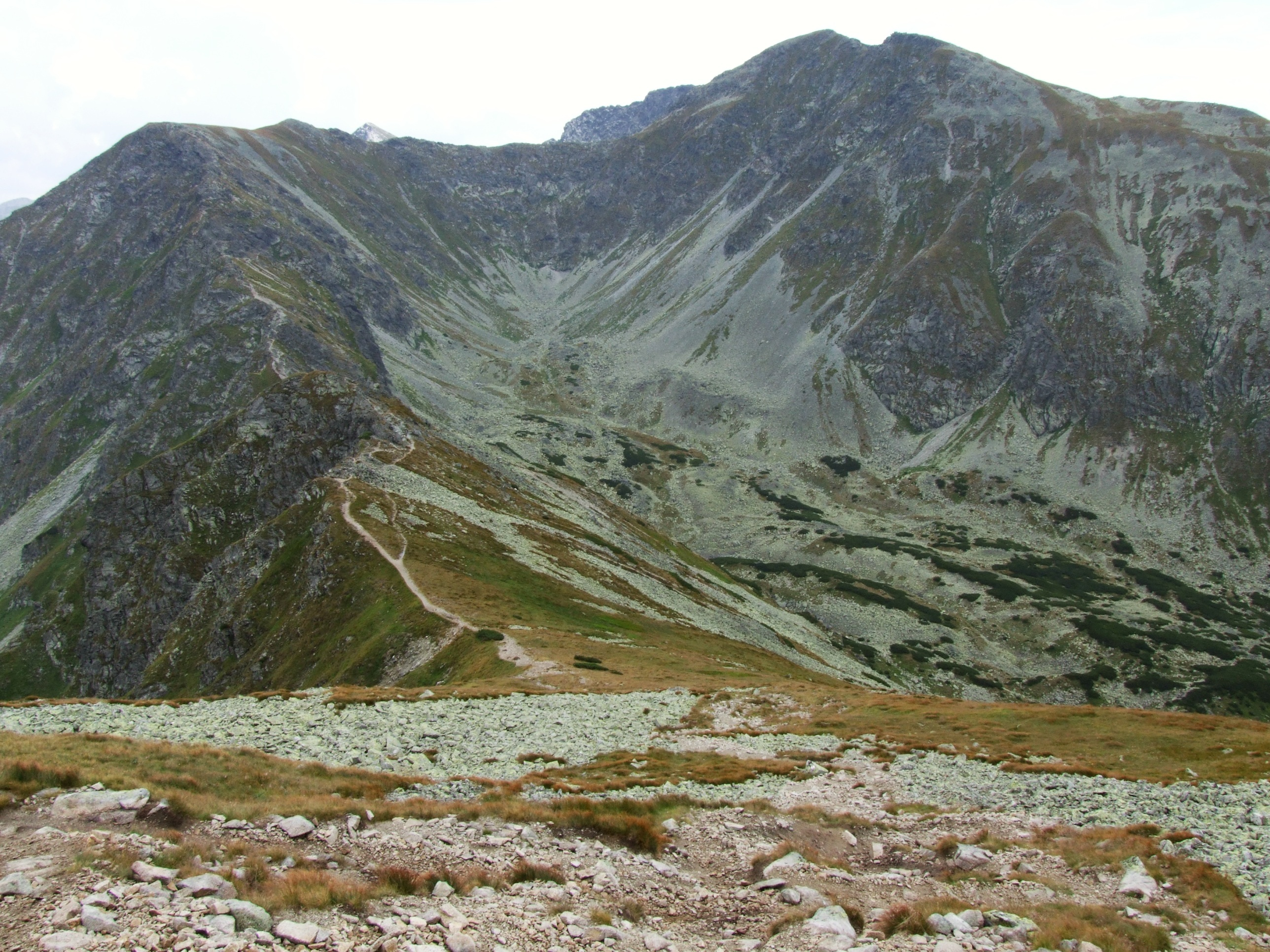
Głęboki Worek i wznoszące się nad nim Płaczliwe (po prawej stronie)

Płaczliwe (słow. Plačlivé nad Vrecom, 2138 m n.p.m.) – kulminacja w krótkiej zachodniej grańce Pachoła (2166 m) w słowackich Tatrach Zachodnich. Na kulminacji tej grań rozgałęzia się na dwa ramiona: zachodnie z odchyleniem na południe i południowo-zachodnie. Pomiędzy nimi znajduje się Głęboki Żleb, opadający do Doliny Głębokiej. Grzbiet zachodni oddziela ten żleb od kotła lodowcowego Głęboki Worek (Vrece) – najwyższej części Doliny Głębokiej – zaś grzbiet południowo-zachodni oddziela Głęboki Żleb od doliny Parzychwost.
Najwyższe partie Płaczliwego są kamieniste, od strony Głębokiego Worka podcięte urwiskami, od strony Głębokiego Żlebu są piarżysto-trawiaste, niżej porastające kosodrzewiną. Zbocza grzbietu opadającego do doliny Parzychwost noszą nazwę Zawraty, w górnej części są strome i kamieniste i przecięte dolinką potoku uchodzącego do Parzychwostu.